# Amaranta Sbardella
Amaranta Sbardella (Roma, 1984) és una escriptora, traductora literària i investigadora italiana. Doctorada en literatura comparada i traducció del text literari per la Universitat de Siena, combina la recerca acadèmica amb les activitats d’edició i traducció del català, el castellà i el francès a l’italià. Alguns dels autors catalans que ha traduït són Joan Sales, Mercè Rodoreda, Salvador Espriu, Gabriel Ferrater, Montserrat Roig, Santiago Rusiñol, Irene Solà, Pol Guasch i Eva Baltasar. Ha viscut llargues temporades a Barcelona i ha treballat com a professora visitant a la Universitat de Barcelona. Durant anys ha col·laborat amb les revistes Storica i Viajes de National Geographic.
Sbardella ha investigat la revisió contemporània dels mites clàssics, la literatura catalana del segle XX i la intersecció de les cultures literàries entre Itàlia i Catalunya. A Il Mostro e la fanciulla va plasmar la seva recerca sobre les lectures i relectures del mite del Minotaure en la literatura, mentre que a Solare, notturna e sonora explora la influència literària i cultural entre Itàlia i Barcelona. El seu llibre de narrativa, publicat l’any 2018 amb el títol Barcelona desnuda, aplega un seguit de contes que reelaboren obres de la literatura catalana fent que els seus personatges es moguin per la ciutat comtal, on viuen noves experiències. El llibre, que combina elements reals i ficticis, va tenir molt bona acollida per la crítica italiana.

## Guardons
L’any 2013 Sbardella va editar un recull de proses de Salvador Espriu titulat Sotto l’attonita freddezza di questi occhi, e altri racconti, que va merèixer el Premi del Departament de Cultura de la Generalitat de Catalunya.

## Obra

### Assaig
- Il Mostro e la fanciulla: le riscritture di Arianna e del Minotauro nel Novecento. Macerata: Quodlibet, 2017.
- Solare, notturna e sonora: literatura i cultura italiana a Barcelona. Xavier Valls Guinovart (trad.), Joan Ferrarons (pròleg). Barcelona: Barcelona Llibres, 2025. (Barcelona en la literatura universal, ù.)

### Narrativa
- Barcelona desnuda: fuga nella città: letteratura, luoghi comuni e insoliti cammini. Roma: Exorma, 2018.
  - Barcelona nua: fuga a la ciutat: literatura, llocs comuns i camins insòlits. Marina Laboreo Roig (trad.). Barcelona: Comanegra, 2019.

### Edició
- Espriu, Salvador. Sotto l’attonita freddezza di questi occhi, e altri raconti. Bagno a Ripoli, Florència: Passigli, 2013.
- Ferrater, Gabriel. Teoria dei corpi. Perusa: Occam, 2022.
- Rusiñol, Santiago. Uccelli di fango. Càller: Arkadia, 2021.
- Zurita, Raúl. Inri. Ortona: Edicola, 2021

### Traducció
- Baltasar, Eva. Boulder. Milà: Nottetempo, 2021.
- Baltasar, Eva. Permafrost. Milà: Nottetempo, 2019.
- Baltasar, Eva. Mammut. Milà: Nottetempo, 2023.
- Esquirol i Calaf, Josep M. Umano, più umano: un’antropologia della ferita infinita. Milà: Vita e pensiero, 2021.
- Guasch, Pol. Napalm nel cuore. Roma: Fandango Libri, 2024.
- Iglesias, Pablo (ed.). Vincere o morire : lezioni politiche nel Trono di spade. Roma: Nutrimenti, 2017.
- Ospina Pizano, María. Qui solo per poco. Ortona: Edicola, 2025.
- Pazos, Anna. Tagliare il nervo. Milà: Nottetempo, 2024.
- Puig, Pep. La vita senza Sara Amat. Venècia: Marsilio, 2017.
- Rodoreda, Mercè. La morte e la primavera. Roma: La Nuova Frontiera, 2020.
- Roig, Montserrat. Il tempo delle ciliegie. Milà: Mondadori, 2025.
- Sales, Joan. Incerta gloria. Milà: Nottetempo, 2018.
- Solà, Irene. Ti ho dato gli occhi e hai guardato le tenebre. Milà: Mondadori, 2024.
- Valls, Coia. Amore proibito. Milà: Sperling & Kupfer, 2016.